# Olga Charvátová
Olga Charvátová, né le 11 juin 1962 à Gottwaldov, est une ancienne skieuse alpine tchécoslovaque. Elle est la mère de la skieuse alpine Klára Křížová.

## Palmarès

### Jeux olympiques
| Édition / Épreuve | Descente | Slalom géant | Slalom |
| ----------------- | -------- | ------------ | ------ |
| JO 1984 Sarajevo  | Bronze   | 8e           | 10e    |

### Championnats du monde
| Épreuve / Édition                    | Descente | Slalom géant | Slalom | Combiné |
| Mondiaux 1978 Garmisch-Partenkirchen | 25e      | 40e          | —      | 9e      |
| Mondiaux 1982 Schladming             | 19e      | 18e          | 9e     | 5e      |
| Mondiaux 1985 Bormio                 | 17e      | 20e          | 11e    | Abandon |

### Coupe du monde
- Meilleur résultat au classement général : 4e en 1986
  - 2 victoires : 1 slalom et 1 combiné
  - 43 podiums

#### Différents classements en Coupe du monde
| Année/Classement | Année/Classement | Général | Général | Descente | Descente | Slalom | Slalom | Géant  | Géant  | Super-G | Super-G | Combiné | Combiné |
| ---------------- | ---------------- | ------- | ------- | -------- | -------- | ------ | ------ | ------ | ------ | ------- | ------- | ------- | ------- |
| Année/Classement | Année/Classement | Class.  | Points  | Class.   | Points   | Class. | Points | Class. | Points | Class.  | Points  | Class.  | Points  |
| 1979             | 1979             | 17e     | 70      | -        | -        | 19e    | 29     | 11e    | 42     | -       | -       | -       | -       |
| 1980             | 1980             | 34e     | 29      | -        | -        | 20e    | 13     | 26e    | 7      | -       | -       | 16e     | 9       |
| 1981             | 1981             | 15e     | 84      | 31e      | 7        | 18e    | 25     | 14e    | 31     | -       | -       | 13e     | 21      |
| 1982             | 1982             | 26e     | 49      | 23e      | 8        | 21e    | 17     | 19e    | 16     | -       | -       | 17e     | 8       |
| 1983             | 1983             | 8e      | 111     | 20e      | 20       | 14e    | 35     | 13e    | 30     | -       | -       | 5e      | 31      |
| 1984             | 1984             | 7e      | 153     | 12e      | 36       | 14e    | 41     | 11e    | 34     | -       | -       | 3e      | 76      |
| 1985             | 1985             | 6e      | 167     | 11e      | 30       | 9e     | 60     | 13e    | 44     | -       | -       | 4e      | 47      |
| 1986             | 1986             | 4e      | 199     | 19e      | 21       | 4e     | 56     | 5e     | 72     | 6e      | 31      | 12e     | 22      |

#### Détail des victoires
| Édition / Épreuve | Slalom      | Combiné            | Total |
| 1983              | -           | / Megève I/Schruns | 1     |
| 1986              | Piancavallo | -                  | 1     |
| Total             | 1           | 1                  | 2     |

### Arlberg-Kandahar
- Meilleur résultat : 4e place dans le combiné 1983-84 à Val-d'Isère/Sestrières.